# بوونیو
بوونیو (به ایتالیایی: Bovegno) یک کومونه در ایتالیا است که در استان برشا واقع شده‌است.

## خصوصیات
بوونیو ۴۷ کیلومترمربع مساحت و ۲٬۲۷۰ نفر جمعیت دارد و ۶۸۰ متر بالاتر از سطح دریا واقع شده‌است.

## خواهرخوانده
شهر Narcao خواهرخواندهٔ بوونیو هست.